# Agnotecous brachypterus
Agnotecous brachypterus är en insektsart som beskrevs av Andrej Vasiljevitj Gorochov 1986. Agnotecous brachypterus ingår i släktet Agnotecous och familjen syrsor. Inga underarter finns listade i Catalogue of Life.